# Strinićeva glavica (arheološko nalazište)
Strinićeva glavica nalazi se u Donjem Prološcu, općina Proložac.

## Opis
Višeslojno arheološko nalazište Strinićeva glavica smješteno je na predjelu „Čanjevice“ u Imotskom polju istočno od Prološkog blata i južno od zaseoka Petričevići i Juričići u Donjem Prološcu. Riječ je o zemljanom prapovijesnom tumulu s naknadno ukopanim srednjovjekovnim grobovima pod stećcima. Zemljani prapovijesni tumul promjera oko 21 m i visine oko 2 m s obzirom na materijal pronađen na površini tumula te na oblikovanje tumula moguće je datirati u rano brončano doba. Srednjovjekovno groblje sa stećcima razvija se tijekom 15. st. na spomenutom tumulu. Do danas je sačuvano 7 ploča i sanduka, grublje obrade a ukras u obliku urezanog križa vidljiv je na samo jednom sanduku.

## Zaštita
Pod oznakom Z-5911 zavedeno je kao nepokretno kulturno dobro - pojedinačno, pravna statusa zaštićena kulturnog dobra, klasificirano kao "arheološka baština".